# Martine Veldhuis
Martine Veldhuis (* 12. Dezember 1996 in Almelo) ist eine niederländische Ruderin.

## Karriere
2017 gewann Martine Veldhuis zusammen mit Marike Veldhuis, Iris Hochstenbach und Anna Verkuil die Silbermedaille im Leichtgewichts-Doppelvierer bei den U23-Weltmeisterschaften hinter den Italienerinnen. Ein Jahr später wiederholten die vier den Erfolg bei den U23-Weltmeisterschaften 2018, als sie erneut hinter dem Boot aus Italien die Silbermedaille gewannen. Anschließend startete sie im Leichtgewichts-Einer bei den Weltmeisterschaften, wo sie das B-Finale gewann und damit Platz sieben belegte.
2019 startete sie zusammen mit Ilse Paulis beim ersten Ruder-Weltcup der Saison in Plowdiw im Leichtgewichts-Doppelzweier. Im Finale konnten die beiden hinter dem chinesischen Boot die Silbermedaille gewinnen. Bei den Europameisterschaften gewannen die beiden dann das B-Finale, was Platz 7 bedeutete. In Rotterdam beim dritten Weltcup der Saison startete sie wieder im Leichtgewichts-Einer. Sie belegte den fünften Platz im B-Finale, womit sie die Regatta als 11. beendete. Bei den Weltmeisterschaften konnte sie das A-Finale erreichen, in dem sie als sechste über die Ziellinie fuhr. Nachdem 2020 der Großteil der Saison abgesagt wurde, konnte sie bei den Europameisterschaften 2020 den Titel im Leichtgewichts-Einer gewinnen. Zu Beginn des Jahres 2021 ging sie wieder im Leichtgewichts-Einer bei der Europameisterschaft an den Start. Dieses Mal verpasste sie mit dem vierten Platz die Medaillenränge. 2022 wurde sie Dritte der Europameisterschaften und Zweite der Weltmeisterschaften. 2023 wechselte sie in den Doppelvierer ohne Gewichtsbeschränkung. Bei den Europameisterschaften in Bled gewann der niederländische Doppelvierer mit Martine Veldhuis, Lisa Scheenaard, Ilse Kolkman und Tessa Dullemans die Silbermedaille hinter der ukrainischen Crew. Bei den Weltmeisterschaften in Belgrad trat Veldhuis im Leichtgewichts-Einer an und wurde Vierte. 2024 bildeten Scheenaard und Veldhuis einen Doppelzweier. Bei den Olympischen Spielen in Paris wurden die beiden Vierte mit einer Sekunde Rückstand auf die Drittplatzierten.

## Internationale Erfolge
- 2017: Silbermedaille U23-Weltmeisterschaften im Leichtgewichts-Doppelvierer
- 2018: Silbermedaille U23-Weltmeisterschaften im Leichtgewichts-Doppelzweier
- 2018: 7. Platz Weltmeisterschaften im Leichtgewichts-Einer
- 2019: 7. Platz Europameisterschaften im Leichtgewichts-Doppelzweier
- 2019: 6. Platz Weltmeisterschaften im Leichtgewichts-Einer
- 2020: Goldmedaille Europameisterschaften im Leichtgewichts-Einer
- 2021: 4. Platz Europameisterschaften im Leichtgewichts-Einer
- 2022: Bronzemedaille Europameisterschaften im Leichtgewichts-Einer
- 2022: Silbermedaille Weltmeisterschaften im Leichtgewichts-Einer
- 2023: Silbermedaille Europameisterschaften im Doppelvierer
- 2023: 4. Platz Weltmeisterschaften im Leichtgewichts-Einer
- 2024: 4. Platz Olympische Spiele im Doppelzweier